# Bătălia de la Mycale
Bătălia de la Mycale (în greacă veche Μάχη τῆς Μυκάλης; Machē tēs Mykalēs) a fost una dintre cele două bătălii majore prin care s-a încheiat cea de-a doua invazie persană a Greciei antice din timpul războaielor greco-persane. Această bătălie combinată, navală și terestră, a avut loc la 27 august 479 î.Hr. în largul Capului Mycale (bătălia navală) și pe pantele promontoriului Mycale (bătălia terestră) de pe coasta Ioniei, vizavi de insula Samos. Bătălia s-a dat între o alianță a orașelor-state grecești (printre care Sparta, Atena și Corint) și Imperiul Ahemenid al lui Xerxes I.
În această bătălie, flota aliaților greci a repurtat o victorie decisivă împotriva flotei persane, chiar în aceeași zi în care generalul spartan Pausanias zdrobea armata persană a lui Mardonius în câmpia Beoției, în Bătălia de la Plateea, ultima bătălie terestră din cadrul Războaielor medice. Dubla victorie din bătăliile de la Plateea și Mycale a marcat încheierea invaziilor Imperiului Persan în Grecia continentală, aliații greci reluând apoi ofensiva împotriva perșilor, dar de data aceasta în insulele Mării Egee și în Asia Mică, începând astfel o nouă fază a războaielor greco-persane.

## Bibliografie

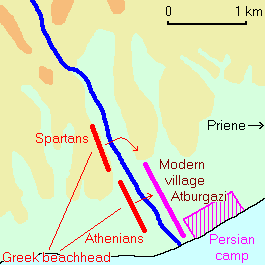
O schemă a bătăliei. Retragerea perșilor de-a lungul râului spre zona montană.